# Список Героев Советского Союза (Татарстан)
Список Героев Советского Союза, родившихся в Татарстане.

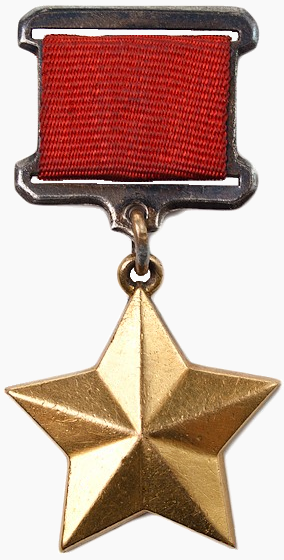
Медаль «Золотая Звезда» — вручалась Героям Советского Союза

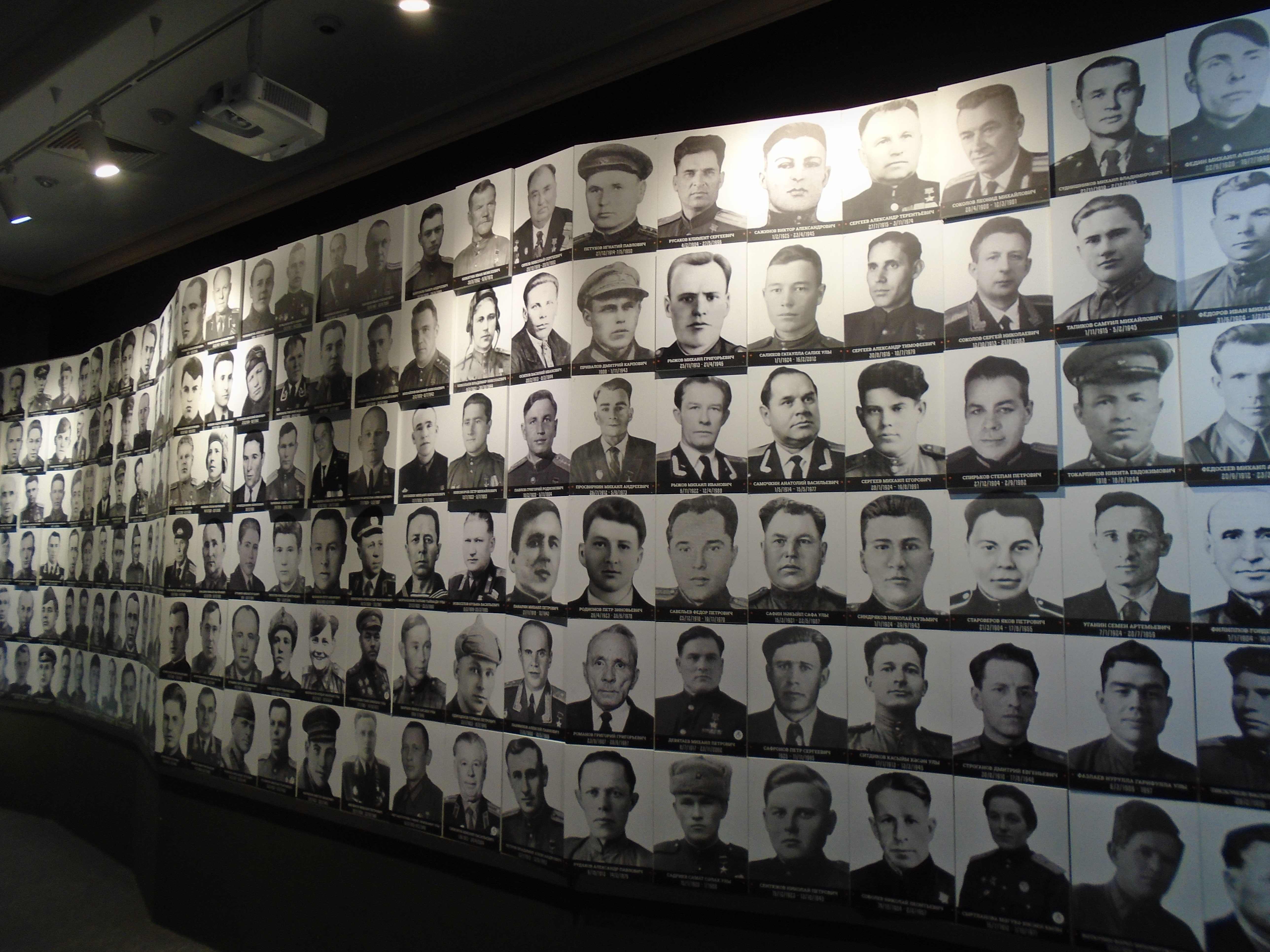
Галерея Героев Советского Союза и полных кавалеров ордена Славы — уроженцев Татарстана. Музей-мемориал в Казанском кремле

## А
- Аббасов, Абдулихат Умарович — род. 30.9.1929, Нижегородский край
- Абдершин, Алимкай Абдуллович — род. 25.5.1911, Пензенская губерния
- Абдрахманов, Асаф Кутдусович — род. 20.12.1918, город Агрыз
- Абзалов, Рем Абзалович — род. 28.6.1914, Апастовский район
- Абызов, Григорий Александрович — род. 14.1.1919, Чистопольский район
- Аглетдинов, Файзулла Хазиевич — род. 15.3.1915, Муслюмовский район
- Алимов, Зариф Закирович — род. 1921, Дрожжановский район
- Алтынов, Николай Николаевич — род. 10.2.1924, Зеленодольский район
- Афанасьев, Александр Петрович — род. 25.7.1920, Верхнеуслонский район
- Афанасьев, Кузьма Кириллович — род. 1917, Алькеевский район
- Ахмадуллин, Мутык Ахмедзянович — род. 1910, Альметьевский район
- Ахманов, Алексей Осипович — род. 9.3.1897, Высокогорский район
- Ахтямов, Сабир Ахтямович — род. 15.6.1926, Кукморский район

## Б
- Багаутдинов, Гильми Аблязович — род. 1923, Лениногорский район
- Баталов, Фёдор Алексеевич — род. 11.9.1900, город Казань
- Башкиров, Иван Сергеевич — род. 1926, Сабинский район
- Белоусов, Василий Игнатьевич — род. 1.1.1919, город Менделеевск
- Беркутов, Александр Максимович — род. 11.11.1911, Спасский район
- Болодурин, Иван Петрович — род. 1.2.1905, Нижнекамский район
- Булатов, Василий Галямович — род. 15.9.1921, Балтасинский район
- Бурмистров, Вилен Иванович — род. 1925, город Менделеевск

## В
- Вазетдинов, Гимазетдин Вазетдинович — род. 1907, Мензелинский район
- Валеев, Агзам Зиганшевич — род. 10.4.1919, Чистопольский район
- Валиев, Акрам Искандарович — род. 17.4.1924, Азнакаевский район
- Валиев, Леонид Геонаевич — род. 1910, Чистопольский район
- Винокуров, Борис Алексеевич — род. 1915, город Мензелинск
- Волостнов, Николай Дмитриевич — род. 1926, Зеленодольский район
- Воробьёв, Пётр Егорович — род. 8.7.1908, Кукморский район

## Г
- Габдрахманов, Бари Галеевич — род. 25.5.1912, Черемшанский район
- Гаврилов, Аким Андреевич — род. 22.9.1904, Верхнеуслонский район
- Гаврилов, Пётр Михайлович — род. 17.6.1900, Пестречинский район
- Галеев, Фахрази Галеевич — род. 12.2.1912, Мензелинский район
- Гарифуллин, Габдулла Гарифуллович — род. 3.1.1925, Балтасинский район
- Гарнизов, Михаил Тихонович — род. 1924, Буинский район
- Гафиатуллин, Газинур Гафиатуллович — род. 13.1.1913, Лениногорский район
- Гизатулин, Минулла Сунгатович — род. 10.11.1925, Рыбно-Слободский район
- Гильмутдинов, Гайфутдин — род. 13.1.1913, Балтасинский район
- Гиниятуллин, Габбас Гиниятуллович — род. 15.5.1905, Чистопольский район
- Горбунов, Дмитрий Иванович — род. 24.10.1924, Апастовский район
- Гордов, Василий Николаевич — род. 12.12.1896, Мензелинский район
- Графов, Владимир Сергеевич — род. 28.6.1913, город Бугульма
- Гурьянов, Павел Яковлевич — род. 15.12.1918, Спасский район

## Д
- Давлетов, Баян Еркеевич — род. 8.3.1924, Актанышский район
- Давыдов, Селивёрст Васильевич — род. 15.1.1918, Рыбно-Слободский район
- Денисов, Иван Фёдорович — род. 19.12.1924, город Лениногорск
- Дмитриев, Максим Васильевич — род. 14.9.1913, город Казань
- Днепров, Пётр Алексеевич — род. 16.1.1919, Муслюмовский район
- Дряничкин, Михаил Ефимович — род. 4.12.1909, Тетюшский район

## Е
- Евсеев, Гаврил Петрович — род. 15.7.1914, Бавлинский район
- Ежков, Валентин Фёдорович — род. 27.5.1922, пгт Арск
- Елисеев, Михаил Григорьевич — род. 7.11.1899, Тетюшский район

## З
- Заварыкин, Иван Александрович — род. 23.10.1916, Лениногорский район
- Загидулин, Фахрутдин Гильмутдинович — род. 1911, Кукморский район
- Закиров, Гали Закирович — род. 1910, Сабинский район
- Заманов, Хасан Заманович — род. 1912, Актанышский район
- Зиннуров, Набиулла Шафигович — род. 20.5.1922, Верхнеуслонский район
- Зиновьев, Иван Дмитриевич — род. 17.1.1905, Бавлинский район

## И
- Ибрагимов, Хабибулла Ибрагимович — род. 18.1.1912, Балтасинский район
- Иванов, Пётр Артемьевич — род. 1909, Тетюшский район
- Исаев, Алексей Петрович — род. 1906, Верхнеуслонский район
- Исхаков, Зиновий Генатулаевич — род. 17.8.1908, Алькеевский район

## К
- Казаков, Александр Афанасьевич — род. 28.5.1917, Сармановский район
- Кайманов, Никита Фадеевич — род. 24.9.1907, Нижнекамский район
- Калашников, Анатолий Степанович — род. 23.10.1922, город Казань
- Камалеев, Галимзан Камалеевич — род. 15.7.1919, Пестречинский район
- Карымов, Салават Хакимович — род. 15.9.1914, Апастовский район
- Катин, Николай Андреевич — род. 21.12.1924, Зеленодольский район
- Кирсанов, Александр Васильевич — род. 23.12.1898, город Казань
- Козлов, Николай Андреевич — род. 12.10.1916, Нурлатский район
- Козлов, Степан Игнатович — род. 1921, Лаишевский район
- Колчанов, Михаил Егорович — род. 16.12.1923, Зеленодольский район
- Конев, Иван Никитич — род. 23.12.1898, Черемшанский район
- Коновалов, Семён Васильевич — род. 15.2.1920, Верхнеуслонский район
- Кошаев, Николай Михайлович — род. 22.05.1911, Набережные Челны
- Кочнев, Иван Егорович — род. 15.9.1921, Баран Алексеевский район
- Кошкин, Андрей Евдокимович — род. 18.12.1922, Апастовский район
- Крайнов, Степан Матвеевич — род. 14.11.1920, Алькеевский район
- Красавин, Михаил Васильевич — род. 22.10.1919, Верхнеуслонский район
- Ксенофонтов, Александр Кузьмич — род. 1910, Тюлячинский район
- Кузнецов, Анатолий Иванович — род. 1914, Нурлатский район
- Кузнецов, Борис Кириллович — род. 26.12.1925, город Казань
- Кузьмин, Михаил Кузьмич — род. 1915, Апастовский район
- Кузьмин, Сергей Евдокимович — род. 14.7.1910, Чистопольский район
- Кулясов, Александр Петрович — род. 10.3.1919, Чистопольский район

## Л
- Курасанов, Пётр Семёнович — род. 25.1.1917, Черемшанский район
- Ларионов, Григорий Федотович — род. 27.1.1905, Заинский район
- Ларионов, Семён Архипович — род. 1.4.1915, Черемшанский район
- Липатов, Николай Дмитриевич — род. 1916, Васильевский район
- Лихачёв, Пётр Тимофеевич — род. 1906, Спасский район

## М
- Максимов, Иван Тихонович — род. 5.8.1924, Мамадышский район
- Малышев, Алексей Петрович — род. 8.10.1926, Лаишевский район
- Манаков, Пётр Захарович — род. 29.5.1915, Азнакаевский район
- Маннанов, Ильдар Маннанович — род. 10.3.1912, Муслюмовский район
- Маринин, Виктор Иванович — род. 5.8.1923, город Чистополь
- Матвеев, Иван Степанович — род. 19.9.1907, Лаишевский район
- Машанин, Григорий Михайлович — род. 13.2.1919, Спасский район
- Медноногов, Вячеслав Александрович — род. 7.1.1924, Заинский район
- Меркушев, Александр Максимович — род. 14.11.1918, Рыбно-Слободский район
- Минаев, Гатаулла Мирзахитович — род. 29.12.1919, Актанышский район
- Миронов, Павел Андреевич — род. 12.12.1919, Чистопольский район
- Михайлов, Василий Николаевич — род. 3.2.1910, город Казань
- Москвин, Михаил Кириллович — род. 11.1.1910, Мамадышский район
- Мурзаханов, Галлям Гимадеевич — род. 27.3.1925, Зеленодольский район
- Мурзин, Ибрагим Хусаинович — род. 1916, Лениногорский район
- Джалиль, Муса Мустафович — род. 15.2.1906, Оренбургская губерния

## Н
- Нигматуллин, Гафият Ярмухаметович — род. 15.3.1915, Мамадышский район
- Никитин, Иван Моисеевич — род. 30.5.1892, Азнакаевский район
- Николаев, Владимир Николаевич — род. 9.2.1921, город Казань
- Никоноров, Пётр Михайлович — род. 13.1.1923, город Чистополь

## О
- Одноценов, Герман Петрович — род. 21.1.1923, город Казань
- Осипов, Василий Иванович — род. 20.2.1913, Пестреченский район

## П
- Павлов, Григорий Родионович — род. 10.2.1920, Высокогорский район
- Панарин, Михаил Петрович — род. 21.11.1918, Бавлинский район
- Панфилов, Алексей Павлович — род. 17.5.1898, город Казань
- Петров, Владимир Александрович — род. 15.1.1913, город Казань
- Петухов, Игнатий Павлович — род. 27.12.1914, Рыбно-Слободский район
- Пискунов, Василий Григорьевич — род. 28.2.1919, Елабужский район
- Привалов, Дмитрий Карпович — род. 1908, Чистопольский район
- Просвирнин, Михаил Андреевич — род. 26.7.1912, Мамадышский район

## Р
- Рахимов, Баки Сибгатуллович — род. 1913, Балтасинский район
- Родионов, Пётр Зиновьевич — род. 26.4.1923, Тетюшский район
- Романов, Григорий Григорьевич — род. 23.9.1907, Аксубаевский район
- Рудаков, Александр Павлович — род. 6.10.1912, город Бугульма
- Русаков, Климент Сергеевич — род. 4.2.1904, Рыбно-Слободский район
- Рыжов, Михаил Григорьевич — род. 25.11.1913, Тетюшский район
- Рыжов, Михаил Иванович — род. 6.11.1922, Рыбно-Слободский район

## С
- Сабиров, Хафиз Сабирович — род. 1910, Балтасинский район
- Савельев, Фёдор Петрович — род. 25.12.1918, Новошешминский район
- Садриев, Самат Салахович — род. 1920, Лениногорский район
- Сажинов, Виктор Александрович — род. 1.2.1925, город Казань
- Салихов, Гатаулла Салихович — род. 1.1.1924, Арский район
- Самочкин, Анатолий Васильевич — род. 1.5.1914, в Ярославской губернии на пароходе, местом рождения записан родной город отца — Буинск
- Сафин, Накип Сафиевич — род. 15.3.1921, Арский район
- Сафиуллин, Ганий Бекинович — род. 1.7.1905, Сармановский район
- Сафронов, Пётр Сергеевич — род. 1925, Елабужский район
- Сентюков, Николай Петрович — род. 15.12.1923, Бугульминский район
- Сергеев, Александр Терентьевич — род. 1915, Лаишевский район
- Сергеев, Александр Тимофеевич — род. 30.8.1916, Рыбно-Слободский район
- Сергеев, Михаил Егорович — род. 28.1.1924, Сабинский район
- Синдряков, Николай Кузьмич — род. 1.1.1924, Нурлатский район
- Ситдиков, Касим Хасанович — род. 17.1.1913, Чистопольский район
- Соколов, Леонид Михайлович — род. 28.4.1908, Арский район
- Соколов, Сергей Николаевич — род. 12.10.1913, город Казань
- Спирьков, Степан Петрович — род. 27.12.1904, город Елабуга
- Староверов, Яков Петрович — род. 21.3.1904, Тетюшский район
- Столяров, Николай Георгиевич — род. 22.5.1922, город Казань
- Строганов, Дмитрий Евгеньевич — род. 30.8.1910, город Казань
- Суднишников, Михаил Владимирович — род. 21.11.1919, город Менделеевск

## Т
- Тапиков, Самуил Михайлович — род. 1.11.1915, Мензелинский район
- Токарликов, Никита Евдокимович — род. 1918, Альметьевский район

## У
- Уганин, Семён Артемьевич — род. 7.1.1924, Дрожжановский район

## Ф
- Фазлаев, Нурулла Гарифуллович — род. 6.3.1909, Дрожжановский район
- Фаткулин, Фарит Мухаметзянович — род. 17.3.1914, город Казань
- Федин, Михаил Александрович — род. 22.9.1920, Алексеевский район
- Фёдоров, Иван Михайлович — род. 31.6.1924, Кайбицкий район
- Федосеев, Михаил Андреевич — род. 20.9.1912, город Казань
- Филиппов, Гордей Иванович — род. 1.1.1904
- Фомин, Михаил Сергеевич — род. 25.9.1923, Елабужский район
- Фролов, Павел Григорьевич — род. 17.7.1909, город Казань

## Х
- Хабибуллин, Заки Хабибуллович — род. 28.7.1911, Сабинский район
- Хадимухаметов, Гумир Мустафьевич — род. 5.1.1906, Мензелинский район
- Хазиев, Валий Хазиахметович — род. 9.7.1943, Сабинский район
- Хайруллин, Халил Зинатуллович — род. 14.6.1920, Зеленодольский район
- Хайруллин, Хабибулла Набиуллович — род. 14.2.1923, Курнали Алексеевский район
- Хайрутдинов, Акрам Мингазович — род. 1924, Чершилы Лениногорский район
- Хакимов, Михаил Кобирович — род. 1.11.1916, Дрожжановский район
- Халев, Василий Дмитриевич — род. 14.1.1913, город Казань
- Халиков, Ислам Рахимович — род. 15.11.1918, Лениногорский район
- Халиуллин, Мисбах Халиуллович — род. 12.3.1916, Лениногорский район
- Ханжин, Павел Семёнович — род. 20.6.1924, город Тетюши

## Ц
- Цаплин, Павел Алексеевич — род. 23.12.1906, Черемшанский район

## Ч
- Чекин, Борис Сергеевич — род. 5.3.1922, Чистопольский район
- Чепуренко, Анатолий Алексеевич — род. 1915, город Казань
- Чирков, Михаил Алексеевич — род. 1898, Камско-Устьинский район
- Чулков, Алексей Петрович — род. 30.4.1908, Алькеевский район
- Чунтонов, Николай Григорьевич — род. 22.5.1925, город Казань

## Ш
- Шабалин, Борис Сергеевич — род. 2.1.1916, город Елабуга
- Шагвалеев, Галимзян Нургаязович — род. 23.12.1919, Алькеевский район
- Шаймарданов, Закий Шаймарданович — род. 13.7.1923, Рыбно-Слободский район
- Шамсутдинов, Гали Нуруллович — род. 22.5.1915, Чистопольский район
- Шарипов, Нурмы Халяфович — род. 25.2.1925, Тукаевский район
- Шарипов, Фатых Зарипович — род. 20.1.1921, Ютазинский район
- Шафранов, Пётр Григорьевич — род. 9.1.1901, Буинский район
- Шульгин, Борис Владимирович — род. 12.9.1905, город Казань

## Ю
- Юхвитов, Пётр Сергеевич — род. 1.10.1918, Дрожжановский район

## Я
- Яковлев, Евстафий Григорьевич — род. 27.4.1914, Лениногорский район
- Якупов, Николай Якупович — род. 15.3.1920, Тукаевский район
- Яницкий, Василий Иванович — род. 28.2.1916, Лениногорский район
- Яшин, Георгий Филиппович — род. 17.4.1907, Высокогорский район